# جینتارا پونلارپ
جینتارا پونلارپ (تایلندی: จินตหรา พูนลาภ؛ زادهٔ ۶ مارس ۱۹۶۹) موسیقی‌دان اهل تایلند است.

## تاریخچه
متولد ۶ مارس ۱۹۶۹، در سال ۱۹۸۴ مشهور شد و در سال ۱۹۸۷ با ۴۰ آلبوم وارد صنعت شد.

## آلبومها
- Took lauk auk rong rian (ถูกหลอกออกโรงเรียน)
- Rak salai dawk fai ban (หมอลำสะออน ۱ รักสลายดอกฝ้ายบาน)
- Miss sis Hien (มิสซิสเหี่ยน)
- Chewit chun kard ter mai dai (ชีวิตฉันขาดเธอไม่ได้)
- Fark kum kor tode (ฝากคำขอโทษ)
- Tao Ngoy (เต่างอย)[۱]
- Pak Di Tee Jieb (ภักดีที่เจ็บ)[۲]